# Ulrich Martin Drescher

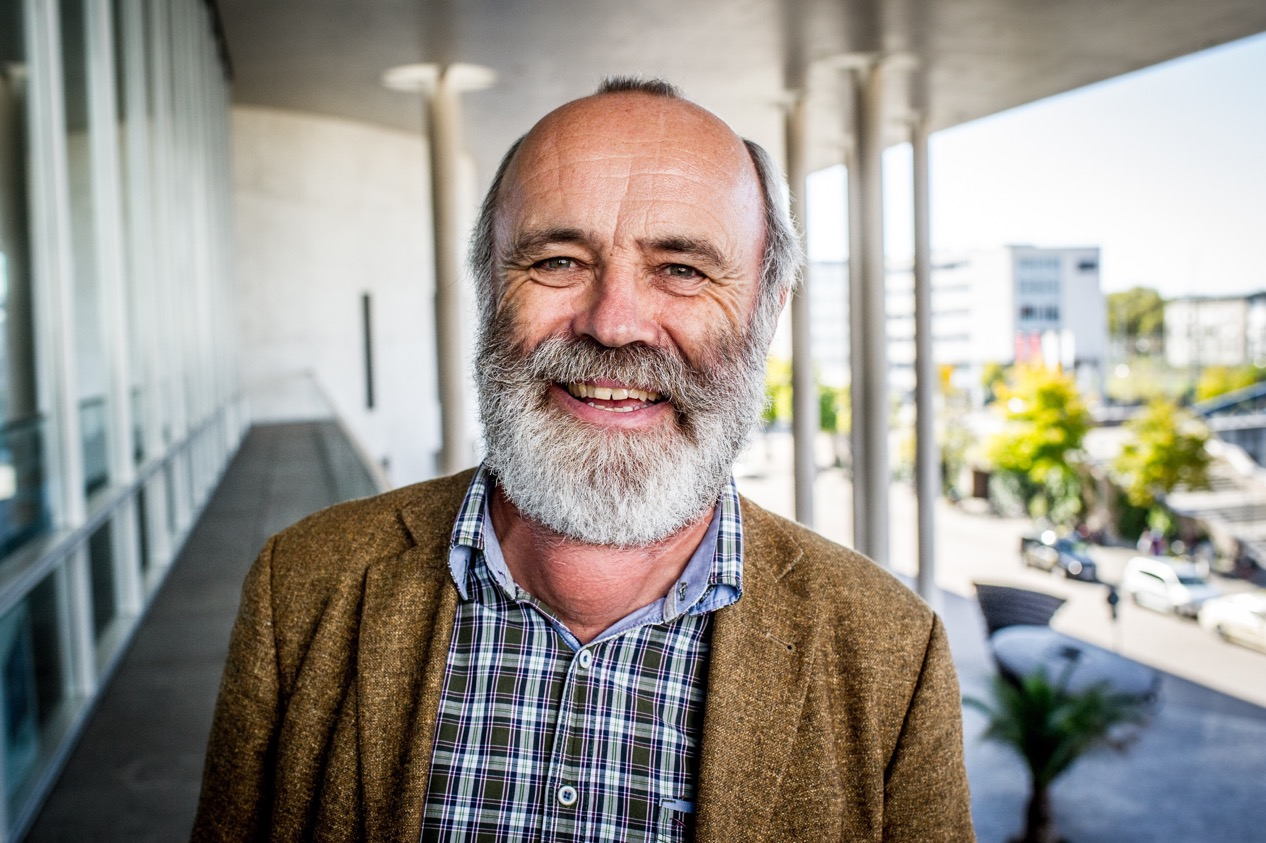
Ulrich Martin Drescher (2016)

Ulrich Martin Drescher (* 1. August 1952 in Frankfurt am Main) ist ein deutscher Organisationsberater und Moderationsexperte im Bereich Organisationsentwicklung sowie Weiterbildungstrainer für Führungskräfteentwicklung und Unternehmenstheater. Daneben ist Drescher in verschiedenen Verbänden als Lobbyist einer ökosozialen Marktwirtschaft aktiv.

## Leben
Ulrich Martin Drescher wuchs in Frankfurt am Main auf. Während der Schulzeit am humanistischen Lessing-Gymnasium arbeitete er als Produktionsassistent beim Hessischen Rundfunk (Fernsehen) von 1968 bis 1972, daran schloss sich eine Lehre als Bankkaufmann an, die er 1974 abschloss. Anschließend studierte er an der Albert-Ludwigs-Universität Freiburg Volkswirtschaftslehre und Jura. Während dieser Zeit wirkte Drescher als Studentenparlamentspräsident und hauptamtlicher Finanzreferent des AStA sowie als Senator der Universität für den Liberalen Hochschulverband (LHV). Zwischen Frühjahr 1974 und Winter 1975 beteiligte sich Drescher am Widerstand gegen das geplante Kernkraftwerk in Wyhl am Oberrhein. Es folgten Engagements in der Umweltbewegung, von der Gründungs-Unterstützung der „Pionier-Windmühle Auenberg GbR“ 1990 in Hüfingen über die Start-Beteiligung bei den „Stromrebellen“ der Netzkauf Schönau GbR 1992 bis hin zur Gründungs-Teilhaberschaft an der Solar-Fabrik in Freiburg im Breisgau 1996.
1976 begann Drescher neben dem Studium als PR-Berater und -Trainer sowie mit der Moderation von Gruppenprozessen für die Friedrich-Naumann-Stiftung. Er gründete 1977 gemeinsam mit anderen Linksliberalen das „Liberale Zentrum - Politisch-kultureller Club“ in Freiburg und war bis 1991 Vorstand dieses Treffpunkts für politisch-literarische Diskussion, Musik und Kabarett.
Nach seinem Studienabschluss als Diplom-Volkswirt 1979 folgte eine Beratungs- und Moderations-Tätigkeit bei Metaplan GmbH in Quickborn. 1992 gründete er mit ökologisch interessierten Unternehmern in Stuttgart den Lobbyverband UnternehmensGrün zur Förderung umweltgerechten Wirtschaftens, heute „Bundesverband der grünen Wirtschaft“ (Berlin).
Seit 1994 ist Drescher selbständig als Moderator und Organisationsentwickler tätig. 2001 war er Mitgründer der „Global Contract Foundation / Stiftung Weltvertrag“ in Hamburg und übernahm dort den stellvertretenden Kuratoriums-Vorsitz.

## Tätigkeiten

Bild 2: Formen der Moderation nach Drescher, 1998

### Moderation und Unternehmenstheater
Mit seiner Arbeit als Moderator postuliert Ulrich Martin Drescher die interaktionelle Moderationsmethodik als Führungsinstrument mit provokativen und systemischen Coaching-Elementen sowie den Erkenntnissen des Pygmalion-Effektes (Du bekommst von Deinen Mitarbeitern, was Du ihnen zutraust.). Hierzu integriert er einzelne Elemente verschiedener didaktischer Konzepte zu einem skalierbaren Methodik-Ansatz. Diese Haltung vermittelt Drescher auch Trainerkollegen und potentiellen Mitbewerbern und veröffentlicht in diesem Zusammenhang u. a. einen Moderationsleitfaden.

Drescher hat zur Verbreitung der Moderationsmethode als Führungstechnik in Workshops zur Unternehmensentwicklung und des Gruppenmarketing beigetragen. Sein Engagement für professionelle Open-Space- und (Groß-)Gruppen-Moderation (Bild 2) für bis zu 1.200 Personen in über 350 Wirtschaftsunternehmen führte ihn auch zu Moderationen für Ministerien der Bundesregierung (Bild 3: Projekt „Teamarbeit für Deutschland“ im Arbeits- und Wirtschaftsministerium). 

Bild 3: Ulrich Martin Drescher anlässlich einer Moderation im Arbeits- und Wirtschaftsministerium 2004

### Politisches Engagement
Das politische Engagement Dreschers begann zunächst mit seinem Beitritt zu den Jungdemokraten 1970. Aufgrund des Misstrauensvotums der FDP im Jahr 1982 gegen den damaligen Bundeskanzler Helmut Schmidt trat er aus der FDP aus und gründete am 28. November 1982 in Bochum mit Gleichgesinnten die Partei der Liberalen Demokraten, denen er bis 1986, u. a. als Landesvorstand Baden-Württemberg angehörte. Seitdem ist Drescher Mitglied der Grünen, zeitweise als Kreisvorstand Breisgau-Hochschwarzwald und später in Freiburg. Bei der Bürgermeisterwahl in Kirchzarten am 21. Januar 2001 erzielte er ein Ergebnis von 16 %.
Am 25. Mai 2014 wurde Drescher auf der Grünen Liste in den Gemeinderat von Kirchzarten gewählt und im Oktober 2016 im Bundestagswahlkreis Waldshut sowie Teilen des Landkreises Breisgau-Hochschwarzwald als Bundestagskandidat von Bündnis 90/Die Grünen aufgestellt. Hier erzielte er bei der Bundestagswahl am 24. September 2017 in seinem Wahlkreis das drittstärkste Ergebnis bei den Erst- und Zweitstimmen mit 11,9 % bzw. 13,9 %.

### Lobbyismus
Mit wachsendem wirtschaftlichen Netzwerk gründete Drescher 1992 den KMU-Lobbyverband UnternehmensGrün zur Förderung umweltgerechten Wirtschaftens, heute Bundesverband nachhaltige Wirtschaft. Er war bis 2006 im Bundesvorstand des Verbandes für die Bereiche Arbeitsmarktpolitik, Globalisierung und Unternehmerverantwortung zuständig.
Daneben engagiert sich Drescher in den von ihm mitgegründeten bzw. mitinitiierten Verbänden Stiftung Weltvertrag und Global Marshall Plan.
Im März 2008 war er in Berlin am Start des internationalen Konsultationsprozesses der Coalition for the Global Commons, einer auf Nachhaltigkeit zielenden Assoziation der internationalen Bürgergesellschaft beteiligt. Drescher ist Mitinitiator und Beirat des Freiburger Gründerzentrums Grünhof GmbH und Aufsichtsrat des „Social Innovation Lab“.
Von 1996 bis 2002 war Drescher als Sprecher der stillen Gesellschafter Beiratsvorsitzender der Solar-Fabrik GmbH in Freiburg. Von Oktober 2008 bis Dezember 2020 wirkte er zunächst als Beirats-Vorsitzender und dann als stv. Aufsichtsrats-Vorsitzender der BaumInvest AG. Von Frühjahr 2010 bis Herbst 2020 wirkte Drescher als Aufsichtsrat der Genossenschaft Elektrizitätswerke Schönau eG. 2012 übernahm Drescher den Aufsichtsrats-Vorsitz der Regionalwert AG mit Sitz in Eichstetten am Kaiserstuhl, eines Pionierunternehmens der ökologisch-regionalen Landwirtschaft. Er ist seit Herbst 2013 Beirat des Impact Business Grünhof GmbH und unternehmerisch tätig.

## Privat
Ulrich Martin Drescher ist verheiratet und hat einen erwachsenen Sohn.

## Veröffentlichungen
- mit Hansjörg Mauch: Werkstattzirkel nach der Metaplan-Methode, in: Die Mitbestimmung, Jg. 5, 1983
- Unternehmensentwicklung durch Moderation; Manager Seminare Nr. 16, Juli 1994
- Transformation des Unternehmens; zfo 4/1997
- Die ganze Zukunft in einem Raum – Schneller Wandel durch aktive Beteiligung aller; Trainer-Kontakt-Brief, 12/97
- Zur Selbstverantwortung führen; Süddeutsche Zeitung, 6. September 1999
- Moderation ist eine Führungstechnik. managerSeminare, Heft 75, April 2004
- Methodische Qualitätsverbesserung mit der Metaplan-Gesprächstechnik in: Prof. Dr. Johann Löhn (Hg.): Der Innovationsberater, Rudolf Haufe Verlag, 2/1984
- „Öffentlichkeits- und Pressearbeit. Ratgeber für den mittelständischen Unternehmer“, Haufe Freiburg 1985, ISBN 3-448-01558-X
- Quality Circle in: Praxishandbuch der Unternehmensführung, WRS Verlag, 1990
- Großformen der Moderation in: Sabina Bolender (Hg.): Managementtrainer, Campus Verlag, 1998